# Asociación de Archiveros de Castilla y León
La Asociación de Archiveros de Castilla y León (ACAL) es una asociación profesional nacida en 1991 que agrupa a personas vinculadas con la archivística en la comunidad autónoma de Castilla y León. Tiene su sede en San Cristóbal de la Cuesta (Salamanca).

## Historia
El grupo fundacional que puso en marcha la asociación, encabezado por Luis Hernández Olivera, surgía de la Escuela de Biblioteconomía y Documentación de la Universidad de Salamanca «entre los que estaban José Andrés González Pedraza, José Luis Bonal, Manuel Lorenzo, Luis López, Carlos Jiménez, Luis Dionisio López Rodríguez, Manuel Jesús y Rafael Yedro, etc. España estaba recién incorporada a la Unión Europea tras unos años de adaptación, y en Castilla y León se había publicado la Ley de Archivos y Patrimonio Documental (Ley 6/1991).
En 1992, en Zamora, se celebra el primer congreso que preside Florián Ferrero. Con una exitosa asistencia y organización, las actas se publican en el número 1 de la revista Tábula.
El 4 de noviembre de 2000 asiste a la reunión constituyente donde nace la Coordinadora de Asociaciones de Archiveros de España (CAA) formada inicialmente por cinco asociaciones, las otras cuatro son Asociación Asturiana de Bibliotecarios, Archiveros, Documentalistas y Museólogos (AABADOM), Federación española de asociaciones de archiveros, bibliotecarios, arqueólogos, museólogos y documentalistas (ANABAD), Asociación de Archiveros de Andalucía (AAA) y la Asociación de Archiveros de Cataluña (AAC). Esta coordinadora se impone como objetivo fundamental «el debate, la toma de postura y la realización de actuaciones comunes sobre cualquier aspecto relativo a los archivos, la información y el patrimonio documental.»
En 2006, coincidiendo con el 15.º aniversario, se renueva la imagen corporativa.

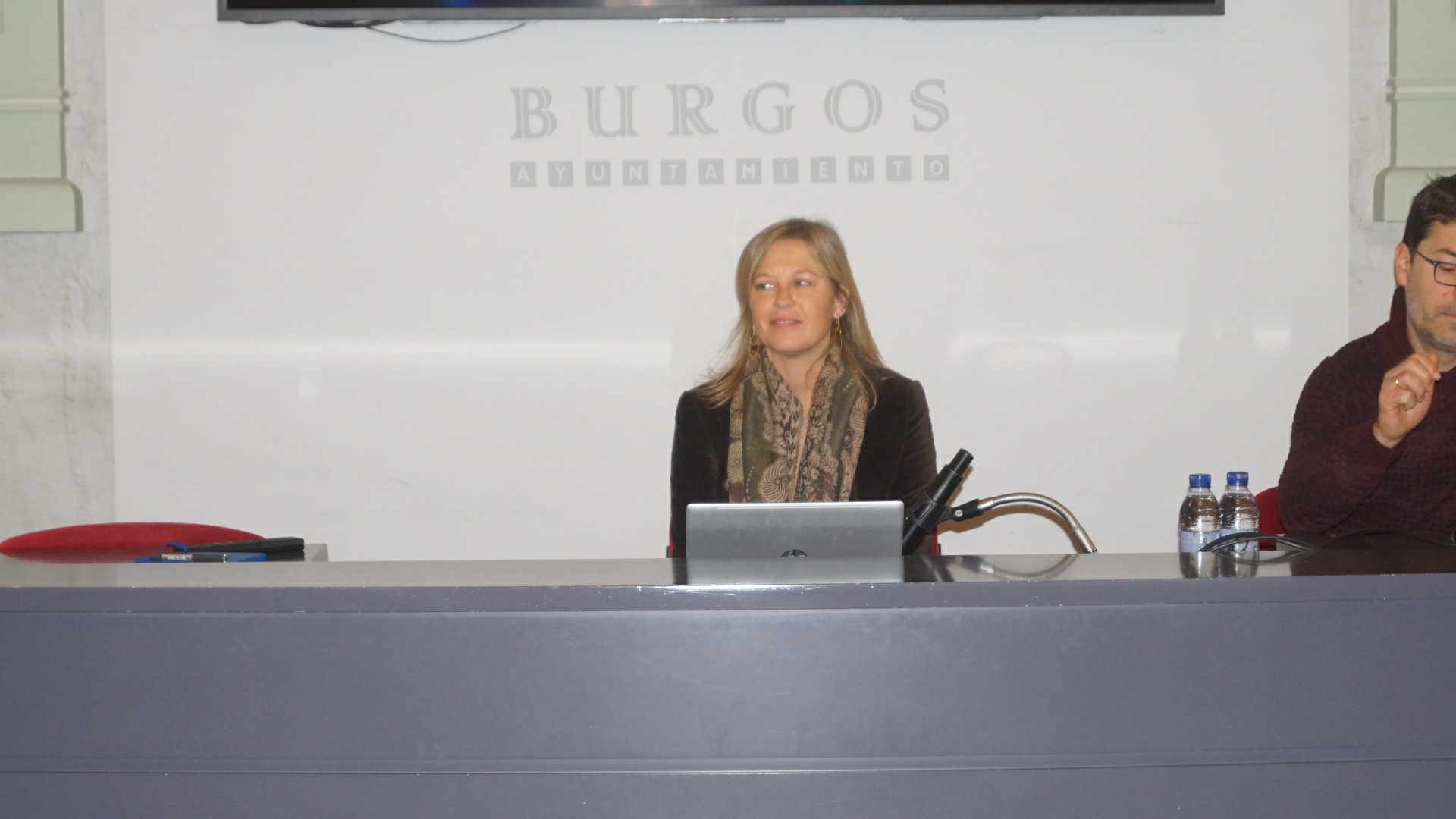
La presidenta de ACAL, Paloma Vaquero Lorenzo, y Javier Fernández Fernández (Área de formación y desarrollo profesional) durante la apertura de la jornada técnica - "Los datos abiertos: buenas prácticas para su disposición y explotación" (Burgos, Teatro Principal, 25 de noviembre de 2023)

## Objetivos
Los fines de la Asociación de Archiveros de Castilla y León son:
- Agrupar las personas que ofrecen a las organizaciones y a sus usuarios servicios ligados a la gestión de archivos.
- Potenciar el trabajo y la figura del archivero, colaborar en la defensa de sus legítimos derechos e intereses en relación con la entidad en la cual desarrolla su labor.
- Promover el desarrollo profesional de sus miembros implicándose activamente en un plan de formación y perfeccionamiento, favoreciendo la investigación y el desarrollo.
- Asegurar una representación adecuada de la profesión en el seno de la sociedad y ante las administraciones públicas.
- Ofrecer a sus miembros servicios susceptibles de asegurar su desarrollo y enriquecimiento, favoreciendo los intercambios y las comunicaciones internas y externas de ideas y conocimientos.
- Contribuir a la conservación, organización, difusión y recuperación del patrimonio archivístico de Castilla y León.
- Fomentar la creación de nuevos archivos y revitalizar los ya existentes en colaboración con todas las instituciones competentes.
- Cualquier otra similar a las anteriores.

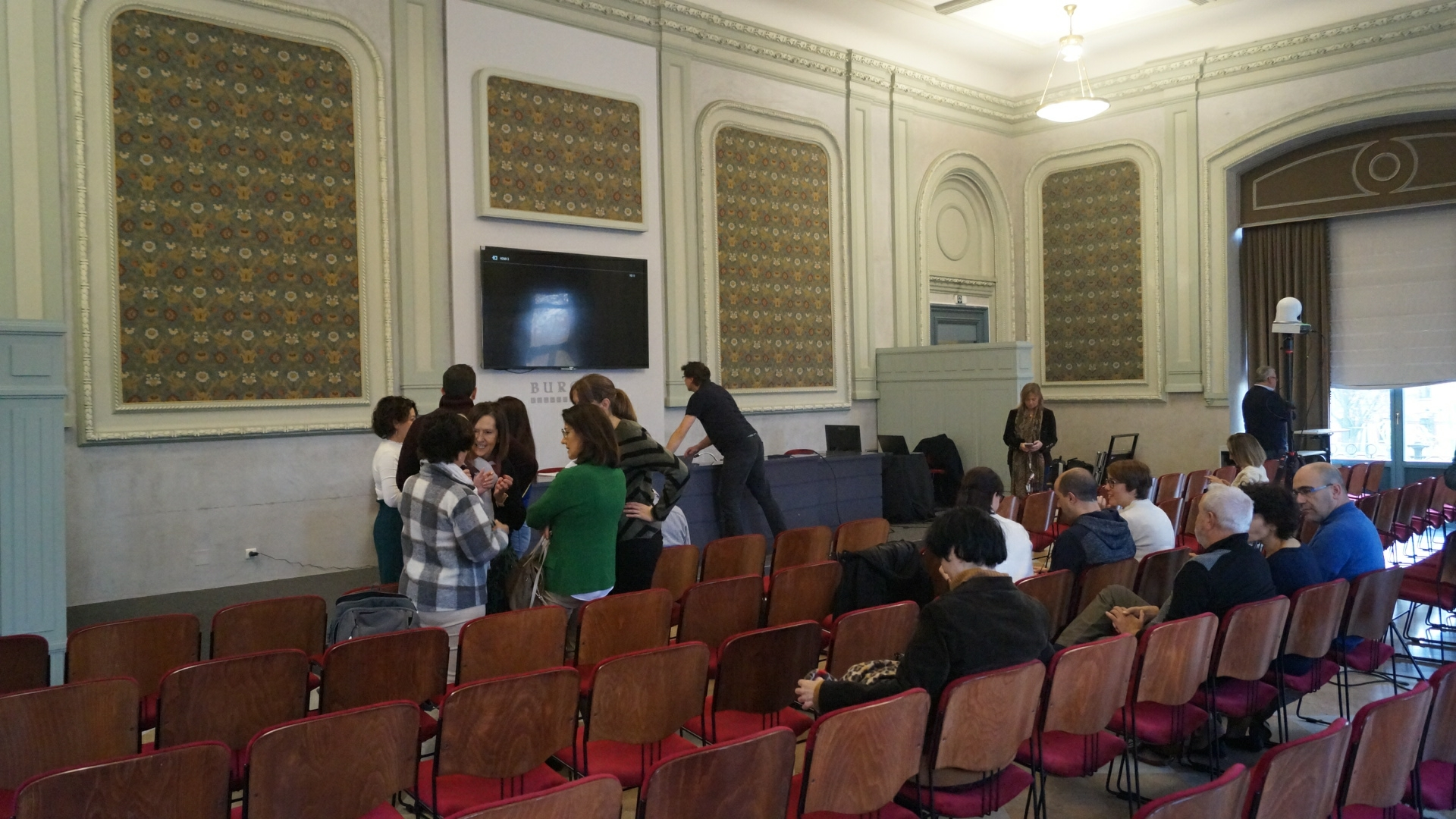
Jornada técnica - Los datos abiertos (Burgos, 2023)

## Estructura y organización
Existe un Consejo de Administración como órgano encargado de la dirección y gestión de ACAL. Está compuesto por un presidente, elegido por votación cada cuatro años, y varios responsables de área, nombrados por el presidente. Existe además un delegado de la Presidencia para Relaciones con los Estudiantes adjunto al Consejo, que aborda las cuestiones de formación, empleo y nuevos profesionales. Actualmente componen el Consejo de Administración de ACAL:
| Cargo                | Nombre | Período          |
| -------------------- | --- | ---------------- |
| Presidencia          | Paloma Vaquero Lorenzo | 2022-actualmente |
| Vicepresidencia      | Agustín Sánchez Marchán | 2022-actualmente |
| Responsables de área | - Luis Hernández Olivera - Guillermo Castellano Casas - Noelia Vicente Castro - Francisco Fernández Cuesta - Verónica Rodríguez Hervada - Javier Fernández Fernández | 2022-actualmente |

Presidentes anteriores:
- Luis Dionisio López Rodríguez: 1991-1995.
- Juan José Generelo Lanaspa: 1995-1996.
- Manuel Melgar Camarzana: 2003-2007.

## Publicaciones
La asociación es también editora de sendas publicaciones: Archivamos y Tábula.
- Boletín Acal: Publicación trimestral que desde 1991 se mantuvo hasta el 2000, tenía carácter informativa acerca de la vida asociativa así como de la actualidad profesional.[8][9]
- Archivamos: Publicación continuadora del Boletín,[3] con la misma periodicidad, desde el 2002.[10][9]
- Tábula: Publicación nacida en 1992 y de carácter anual «dedicada a la investigación de la teoría y la práctica Archivística.»[3][11][9]